# هانا و خواهرانش
هانا و خواهرانش (به انگلیسی: Hannah and Her Sisters) فیلمی کمدی-درام به کارگردانی وودی آلن محصول سال ۱۹۸۶ است.

## خلاصه فیلم
هانا که با الیوت ازدواج کرده، قبلاً همسر میکی بوده است. لی و هالی خواهران آنا هستند. الیوت مدتی با لی رابطه برقرار می‌کند و هالی به زندگی هانا که ظاهراً بی‌عیب و نقص است حسادت می‌ورزد. میکی نیز نگران این است که در اثر تومور مغزی بمیرد. سرانجام هانا و الیوت دوباره به هم نزدیک می‌شوند، لی با جوانی آشنا می‌شود و هالی و میکی نیز یکدیگر را پیدا می‌کنند.